# Maxime Rouyer
Maxime Rouyer (né le 16 juillet 1994) est un linebacker professionnel français de football américain et canadien pour les Lions de la Colombie-Britannique de la Ligue Canadienne de Football (LCF). Il a également joué pour les Elks d'Edmonton de la LCF et les Panthers de Wrocław de la European League of Football (ELF).

## Carrière universitaire
Né à Troyes, où il a commencé à pratiquer le football américain avec les Pygargues de Troyes à l'âge de seize ans, Rouyer a déménagé au Canada et a commencé à jouer au football canadien, d'abord pendant deux saisons au Cégep de Jonquière. Il a ensuite joué au football universitaire canadien de 2015 à 2018, pour les Redmen de McGill, tout en obtenant un diplôme en éducation physique et santé.  Au cours de sa carrière de linebacker pour les Redmen, Rouyer a disputé 23 matchs et enregistré 103 plaquages au total et 4,5 sacks de quarterback.

## Carrière professionnelle

### Elks d'Edmonton
Rouyer a été sélectionné par les Eskimos d'Edmonton (actuels Elks) comme quatrième sélection au total du repêchage européen de la LCF 2019 et a été signé par l'équipe le 16 mai 2019. Il a fait partie de l'équipe active après le camp d'entraînement et a fait ses débuts professionnels le 14 juin 2019 contre les Alouettes de Montréal. Rouyer a disputé 17 matchs de saison régulière et a effectué trois plaquages en équipes spéciales, ainsi que des deux matchs éliminatoires où il a enregistré un autre plaquage en équipes spéciales. Lors du dernier match de saison régulière de l'année, Rouyer et son coéquipier Diego Viamontes sont devenus les premiers coéquipiers internationaux à être actifs dans le même match.
Rouyer n'a pas joué en 2020 à la suite de l'annulation de la saison 2020 de la LCF. Il a de nouveau signé avec Edmonton pour une prolongation de contrat jusqu'en 2021 le 26 décembre 2020. Il a disputé une saison régulière en 2021 au cours de laquelle il a réussi un plaquage en équipes spéciales. Il a été libéré le 28 février 2022.

### Panthers de Wrocław
Le 19 mai 2022, les Panthers de Wrocław ont annoncé que Rouyer avait rejoint leur équipe 2022. Il a réussi 89 plaquages, 4,5 sacks et trois fumbles recouverts, dont un qu'il a converti en touchdown.

### Lions de la Colombie-Britannique
Après la fin de la saison 2022 des Panthers, Rouyer a signé avec les Lions de la Colombie-Britannique le 14 septembre 2022 

## Statistiques
Dernière mise à jour : 28 novembre 2023,,
| Année | Équipe                           | Compétition | MJ | Plaquages | Plaquages | Plaquages | Plaquages | Plaquages | Fumbles | Fumbles |
| ----- | -------------------------------- | ----------- | -- | --------- | --------- | --------- | --------- | --------- | ------- | ------- |
| Année | Équipe                           | Compétition | MJ | Total     | Seul      | Ast.      | ST        | Sacks     | Forcés  | Rec.    |
| 2016  | McGill Redbirds                  | RSEQ        | 8  | 24        | 12        | 12        | 0         | 1,5       | 0       | 0       |
| 2017  | McGill Redbirds                  | RSEQ        | 8  | 56        | 36        | 20        | 0         | 0         | 0       | 0       |
| 2018  | McGill Redbirds                  | RSEQ        | 7  | 27        | 15        | 12        | 0         | 3         | 0       | 0       |
| 2019  | Eskimos/Elks d'Edmonton          | LCF         | 17 | 3         | 0         | 0         | 3         | 0         | 0       | 0       |
| 2021  | Eskimos/Elks d'Edmonton          | LCF         | 1  | 1         | 0         | 0         | 1         | 0         | 0       | 0       |
| 2022  | Panthers de Wrocław              | ELF         | 12 | 89        | 33        | 56        | 0         | 4,5       | 0       | 3       |
| 2022  | Lions de la Colombie-Britannique | LCF         | 7  | 0         | 0         | 0         | 0         | 0         | 1       | 0       |
| 2023  | Lions de la Colombie-Britannique | LCF         | 12 | 2         | 1         | 0         | 1         | 0         | 0       | 0       |
| Total | Total                            | Total       | 72 | 202       | 97        | 100       | 5         | 9         | 1       | 3       |